# Gary Barnett
Gary Lloyd Barnett (Stratford-upon-Avon, 11 marzo 1963) è un allenatore di calcio ed ex calciatore inglese, di ruolo centrocampista.

## Carriera

### Giocatore
Dopo aver giocato nelle giovanili del Coventry City tra il 1980 ed il 1982 è aggregato alla prima squadra degli Sky Blues, nella prima divisione inglese, competizione nella quale non gioca però nessuna partita ufficiale. Si trasferisce quindi all'Oxford Utd, club di seconda divisione, con il quale gioca per tre stagioni consecutive in questa categoria, per un totale di 9 reti in 43 partite di campionato, vincendo anche la Second Division 1984-1985, che consente al club di conqusitare la prima promozione in prima divisione della sua storia; durante la sua permanenza in squadra trascorre inoltre due brevi periodi in prestito a Wimbledon FC (nella parte finale della stagione 1982-1983, in terza divisione) e Fulham (nella parte iniziale della stagione 1984-1985, in seconda divisione).
Nelle prime settimane della stagione 1985-1986 gioca invece 2 partite in prima divisione con l'Oxford United per poi trasferirsi a titolo definitivo al Fulham, con cui trascorre il resto della stagione giocando da titolare in seconda divisione; i Cottagers a fine anno retrocedono però in terza divisione, categoria in cui Barnett continua a giocare da titolare con il club fino al termine della stagione 1989-1990, per un totale (comprensivo anche delle presense in seconda divisione nella stagione 1985-1986) di 180 presenze e 3 reti in incontri di campionato. Trascorre poi un ulteriore triennio giocando da titolare in questa categoria con l'Huddersfield Town, con cui mette a segno 11 reti in 100 partite di campionato; tra il 1993 ed il 1995 gioca invece nei londinesi del Leyton Orient, con i quali totalizza 65 presenze e 14 reti sempre in terza divisione.
Dopo la retrocessione in quarta divisione subita dal Leyton Orient al termine della stagione 1994-1995 Barnett lascia l'Inghilterra per andare a giocare in Galles al Barry Town, formazione della prima divisione gallese, con cui rimane per un quadriennio vincendo altrettanti campionati oltre ad una Coppa del Galles e ad una FAW Premier Cup (nel triennio 1996-1999 è inoltre anche allenatore del club); durante questi anni gioca inoltre varie partite nelle competizioni UEFA per club: più nel dettaglio, nella stagione 1996-1997 gioca 4 partite nei turni preliminari di Coppa UEFA e 2 partite nel tabellone principale della coppa medesima, nella stagione 1997-1998 gioca una partita nei turni preliminari di Champions League, nella stagione 1998-1999 2 partite nei turni preliminari di Champions League ed infine 2 partite nei turni preliminari di Champions League nella stagione 1999-2000, dopo le quali si trasferisce ai Kidderminster, club della quarta divisione inglese, dove gioca per due anni ricoprendo in contemporanea anche il ruolo di vice allenatore del club.

### Allenatore
La sua prima esperienza da allenatore è, come già detto, quella al Barry Town, che coincide con uno dei periodi di maggior successo nella storia del club. Dopo aver lasciato i Kidderminster Harriers, nella stagione 2001-2002 è stato vice allenatore dell'Hull City; in seguito ha anche allenato i semiprofessionisti dei Moreton Rangers.

## Palmarès

### Giocatore

#### Competizioni nazionali
- Campionato inglese di seconda divisione: 1

Oxford United: 1984-1985
- Campionato gallese: 4

Barry Town: 1995-1996, 1996-1997, 1997-1998, 1998-1999
- Coppa del Galles: 1

Barry Town: 1996-1997
- FAW Premier Cup: 1

Barry Town: 1998-1999

### Allenatore

#### Competizioni nazionali
- Campionato gallese: 3

Barry Town: 1996-1997, 1997-1998, 1998-1999
- Coppa del Galles: 1

Barry Town: 1996-1997
- FAW Premier Cup: 1

Barry Town: 1998-1999